# توم‌استون (فیلم)
توم‌استون (انگلیسی: Tombstone) یک فیلم وسترن آمریکایی به کارگردانی جرج پی کوزماتوس که در سال ۱۹۹۳ منتشر شد. فیلم دربارهٔ «وایات اِرپ» که به تازگی کار کلانتری داج سیتی را رها کرده، همراه خانواده‌اش وارد شهر تُوم اِستون می‌شود
این فیلم کاملاً بر اساس رویدادهای واقعی است که در دهه ۱۸۸۰ در توم‌استون، آریزونا رخ داده‌است، از جمله درگیری مسلحانه چندین قانون‌گریز و قانون‌گذار غربی مانند؛ وایات ارپ، ویلیام بروسیوس، جانی رینگو و داک هالیدی را به تصویر می‌کشد. این فیلم توسط هالیوود پیکچرز در اکران گسترده در سینماهای ایالات متحده در ۲۵ دسامبر ۱۹۹۳ با فروش ۷۳٫۲ میلیون دلار در سراسر جهان اکران شد. این فیلم یک موفقیت مالی بود، و برای ژانر وسترن، رتبه ۱۶ را در فهرست پردرآمدترین فیلم‌های از سال ۱۹۷۹ به خود اختصاص داد. شش ماه بعد، فیلم وایات ارپ (فیلم ۱۹۹۴) با مضمون مشابه با موفقیت تجاری بسیار کمتری منتشر شد. استقبال منتقدان به‌طور کلی مثبت بود و بازیگری، کارگردانی و داستان مورد تحسین قرار گرفت. ستایش ویژه‌ای از بازی به یاد ماندنی وال کیلمر در نقش داک هالیدی شد که علیرغم نامزدی اسکار جوایز و نامزدی‌های مختلفی دریافت کرد. این فیلم از زمان اکران به یک فیلم کلاسیک کالت تبدیل شده‌است.

## داستان
- در سال ۱۸۷۹، اعضای یک باند قانون‌شکن معروف به به نام کابوی‌ها، به رهبری «کرلی بیل» بروسیوس، سوار بر یک شهر مکزیکی شدند و عروسی یک افسر پلیس محلی را قطع کردند. آنها سپس اقدام به قتل‌عام پلیس‌های جمع شده به عنوان انتقام برای کشتن دو نفر از اعضای باند خود می‌کنند. اندکی قبل از تیراندازی، یک کشیش محلی به آنها هشدار می‌دهد که اقدامات قتل و وحشیانه آنها انتقام خواهد گرفت و به چهارمین سوار آخرالزمان کتاب مقدس اشاره می‌کند.
- در طرف دیگر وایات ارپ، یک افسر صلح بازنشسته با شهرت قابل توجه، با برادرانش ویرژیل و مورگان در توسان، آریزونا، گرد هم می‌آید، جایی که آن‌ها به سمت توم‌استون می‌روند تا ساکن شوند.

## بازیگران
- کرت راسل
- وال کیلمر
- سام الیوت
- بیل پاکستون
- پاورز بوث
- مایکل بین
- چارلتون هستون
- جیسون پریستلی
- استیون لانگ
- توماس هادن چرچ
- دانا دلانی
- بیلی زین
- رابرت میچام
- بیلی باب تورنتون
- باک تیلور
- دانا ویلر-نیکلسن
- فرانک استالونه
- هری کری جونیور
- جاون تنی
- مایکل راکر
- پائولا مالکومسان
- تری اوکوئین
- توماس آرانا
- سسیل هافمن